# Galaxy (berg och dalbana)
Galaxy, även stavat Galaxi, namnet för flera berg- och dalbanor som konstruerades av det italienska företaget S.D.C. Företaget gick i konkurs 1993.
2007 fanns fortfarande sjutton "Galaxybanor" i Europa, Nordamerika och Australien. Det finns även två till men de körs inte.